# Arxiu Municipal de Pego
L'Arxiu Municipal de Pego és l'arxiu històric situat a Pego (la Marina Alta) i que recull documents i manuscrits relatius a l'administració, història i cultura d'esta vila valenciana i de la seua gent des de l'any 1488 fins a l'actualitat. Hui dia depén de l'Ajuntament de Pego i està ubicat a la Casa de Cultura. Des de l'any 2004 està obert a la consulta del públic i el seu arxiver és Joan Miquel Almela Cots.
La documentació d'este arxiu es va iniciar en 1488, tot i que la seua documentació va començar a créixer significativament durant el segle xvi, moment en què es va crear un Arxiu de la Sala. La Guerra de Successió espanyola, que només va afectar les torres de la muralla que envoltava el municipi, va permetre'n la tasca de documentació sense desperfectes. Durant un temps indeterminat del segle xix va estar depositat en un domicili particular mentre es reformava l'Ajuntament i durant la Guerra Civil espanyola es va tapiar per protegir-lo. Al llarg de les últimes diversos arxivers han organitzat i restaurat els materials existents i també n'han incorporat de nous, amb col·leccions públiques i privades.
L'arxiu ha digitalitzat algunes voltes el contingut de bona part dels seus fons, com ara les actes del Consell o de l'ajuntament de 1555 a 1932, els seus Llibres de Justícia de 1567 a 1926 o el Llibres de Béns de diverses etapes entre el segle xv i el segle xvii. Entre els fons personals privats hi destaca el d'Aquilino Barrachina Ortiz, el batlle pegolí que va protegir l'arxiu durant la Guerra Civil espanyola i que va ser afusellat pel franquisme en 1940.